# Naturbahnrodel-Junioreneuropameisterschaft 2019
Die 35. FIL-Naturbahnrodel-Junioreneuropameisterschaft fand vom 23. bis 24. Februar 2019 in Umhausen in Österreich statt. Nach den Trainingsläufen und der Eröffnungsfeier am Freitag fielen am Samstag und Sonntag die Entscheidungen im Doppelsitzer und in den Einsitzerwettbewerben.

## Einsitzer Herren
| Platz | Name                 | Zeit        |
| ----- | -------------------- | ----------- |
| 01    | Fabian Achenrainer   | 2:32,28 min |
| 02    | Florian Haselrieder  | + 1,43 s    |
| 03    | Fabian Brunner       | + 1,86 s    |
| 04    | Daniel Gruber        | + 1,94 s    |
| 05    | Oliver Schiller      | + 4,21 s    |
| 06    | Miguel Brugger       | + 4,33 s    |
| 07    | Stefan Unterholzner  | + 4,87 s    |
| 08    | Lukas Mark           | + 5,47 s    |
| 09    | Kirill Kravchuk      | + 6,22 s    |
| 10    | Sebastian Feldhammer | + 6,49 s    |

36 von 37 gemeldeten und gestarteten Rodlern kamen in die Wertung.

## Einsitzer Damen
| Platz | Name               | Zeit        |
| ----- | ------------------ | ----------- |
| 01    | Daniela Mittermair | 2:33,95 min |
| 02    | Alexandra Pfattner | + 00,39 s   |
| 03    | Lisa Walch         | + 01,23 s   |
| 04    | Riccarda Ruetz     | + 03,60 s   |
| 05    | Nadine Staffler    | + 04,03 s   |
| 06    | Vanessa Markt      | + 04,09 s   |
| 07    | Anastasiya Slysar  | + 04,23 s   |
| 08    | Julia Plowy        | + 5,03 s    |
| 09    | Lea Stangl         | + 7,23 s    |
| 10    | Sarah Schiller     | + 9,31 s    |

Von 16 gemeldeten und gestarteten Rodlerinnen kamen 16 in die Wertung

## Doppelsitzer
| Platz | Name                                     | Zeit        |
| ----- | ---------------------------------------- | ----------- |
| 1     | Fabian Achnrainer – Miguel Brugger       | 1:20,80 min |
| 2     | Myroslav Lenko – Andryi Hirniak          | + 0,53 s    |
| 3     | Kirill Kravchuk – Viacheslav Kudriavtsev | + 0,84 s    |
| 4     | Aleksei Khabibulin – Andrei Kaloshin     | + 1,40 s    |
| 5     | Bine Mekina – Blaz Mekina                | + 1,53 s    |
| 6     | Maximilian Pichler – Matthias Pichler    | + 2,30 s    |
| 7     | Oliver Schiller – Simon Dietz            | + 3,35 s    |
| 8     | Aleksei Sergushkin – Vadim Fishbakh      | + 7,80 s    |
| 9     | Szymon Majdak – Kacper Adamski           | + 12,79 s   |

Alle 9 gemeldeten und gestarteten Doppelsitzer kamen 9 in die Wertung

## Medaillenspiegel
| Platz | Land        | Gold | Silber | Bronze | Gesamt |
| ----- | ----------- | ---- | ------ | ------ | ------ |
| 1.    | Österreich  | 2    | —      | —      | 2      |
| 2.    | Italien     | 1    | 2      | 1      | 4      |
| 3.    | Ukraine     | —    | 1      | —      | 1      |
| 4.    | Deutschland | —    | —      | 1      | 1      |
| 4.    | Russland    | —    | —      | 1      | 1      |